# Міллтаун (Індіана)
Міллтаун (англ. Milltown) — місто (англ. town) в США, в округах Кроуфорд і Гаррісон штату Індіана. Населення — 790 осіб (2020).

## Географія
Міллтаун розташований за координатами 38°20′33″ пн. ш. 86°16′30″ зх. д. / 38.34250° пн. ш. 86.27500° зх. д. (38.342458, -86.274905).  За даними Бюро перепису населення США в 2010 році місто мало площу 3,66 км², уся площа — суходіл.

## Демографія
Згідно з переписом 2010 року, у місті мешкало 818 осіб у 340 домогосподарствах у складі 221 родини. Густота населення становила 224 особи/км².  Було 396 помешкань (108/км²).
Расовий склад населення:
| - 97,7 % — білих - 0,4 % — азіатів - 0,1 % — корінних американців |

До двох чи більше рас належало 1,8 %. Частка іспаномовних становила 0,0 % від усіх жителів.
За віковим діапазоном населення розподілялося таким чином: 24,8 % — особи молодші 18 років, 58,0 % — особи у віці 18—64 років, 17,2 % — особи у віці 65 років та старші. Медіана віку мешканця становила 39,2 року. На 100 осіб жіночої статі у місті припадало 92,9 чоловіків;  на 100 жінок у віці від 18 років та старших — 95,2 чоловіків також старших 18 років.
Середній дохід на одне домашнє господарство  становив 39 677 доларів США (медіана — 30 586), а середній дохід на одну сім'ю — 50 846 доларів (медіана — 40 385). Медіана доходів становила 40 893 долари для чоловіків та 32 422 долари для жінок. За межею бідності перебувало 11,9 % осіб, у тому числі 8,3 % дітей у віці до 18 років та 20,7 % осіб у віці 65 років та старших.
Цивільне працевлаштоване населення становило 341 осіб. Основні галузі зайнятості: виробництво — 16,7 %, освіта, охорона здоров'я та соціальна допомога — 16,1 %, мистецтво, розваги та відпочинок — 13,2 %.